# Acropora austera
Espèce
Statut de conservation UICN

 NT  : Quasi menacé
Statut CITES
Acropora austera est une espèce de coraux appartenant à la famille des Acroporidés.

## Description et caractéristiques
Acropora austera fait partie des acropores branchus arborescents : il forme des buissons denses, constituée de bras extrêmement robustes et souvent sub-coniques, brun sombre parfois bleutés, terminés par une corallite axiale claire (parfois jaune), longue et fine mais solide, à l'ouverture étroite. Les corallites radiales sont bien espacées, épaisses, arrondies, robustes et souvent alignées en rangées, avec une ouverture plus large et sub-quadrangulaire.

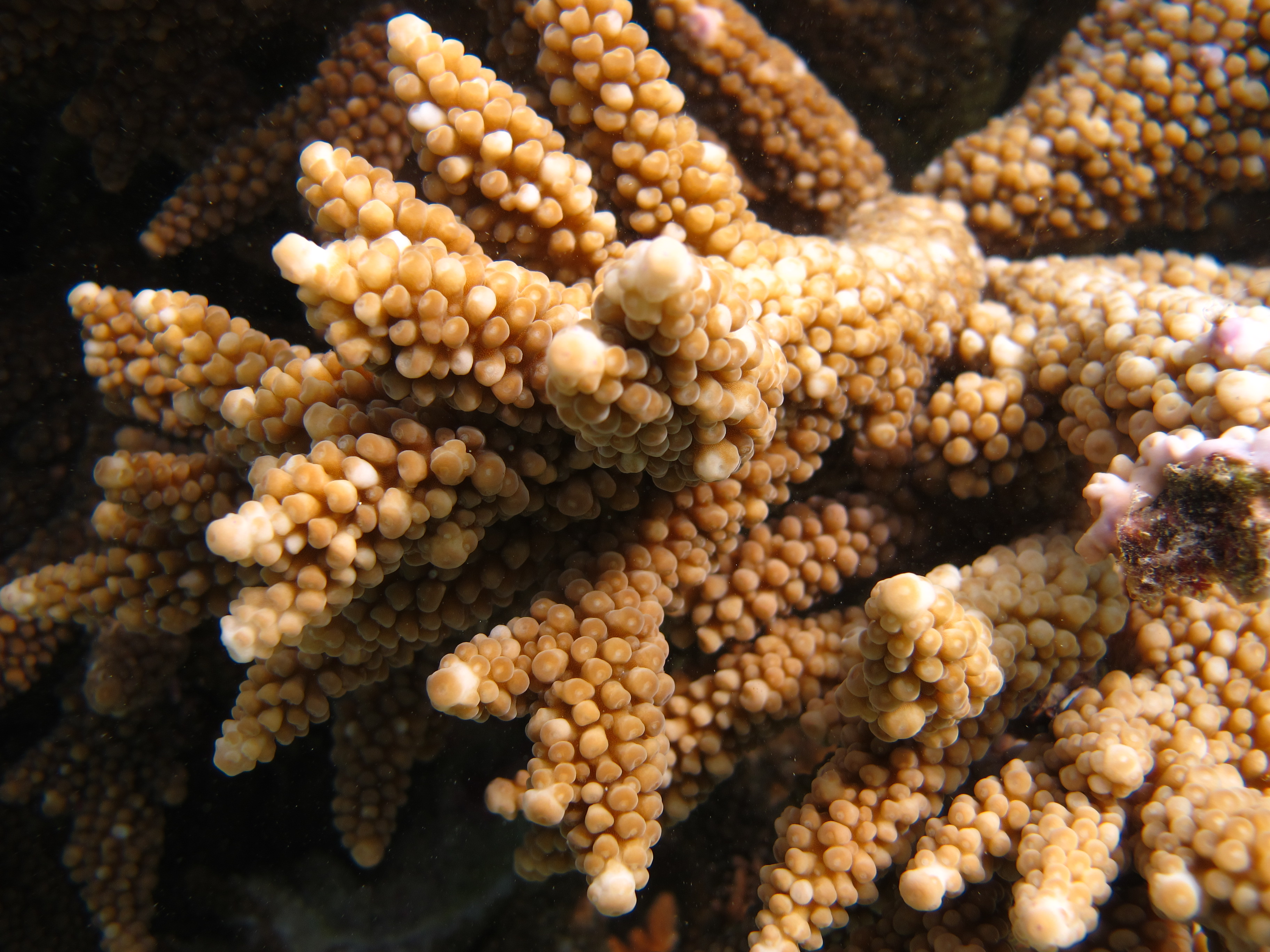
Gros plan sur les corallites.

## Habitat et répartition
Ce corail se retrouve dans tout l'Indo-Pacifique tropical, de la mer Rouge à la Polynésie. C'est une espèce qui affectionne tout particulièrement les platiers légèrement turbides.
On trouve ce corail à faible profondeur (0,5-20 m, surtout dans les 5 premiers mètres).

## Menaces
Cette espèce de corail n'est pas menacée individuellement (l'IUCN la classe comme « non menacée »), mais la régression marquée des récifs de corail depuis le XXe siècle due à la pollution, au réchauffement planétaire et à l'acidification des eaux, fait peser de lourdes menaces sur sa population à moyen terme. Elle figure donc à la seconde annexe de la CITES.